# Юдова-Романова Катерина Володимирівна
Юдова-Романова Катерина Володимирівна — кандидат мистецтвознавства (2007), доцент (2011).

## Життєпис
Народилася 20 березня 1967 року в м. Києві у сім'ї службовців. У 1974 році вступила до середньої загальноосвітньої школи № 117 ім. Лесі Українки м. Києва [Архівовано 13 лютого 2020 у Wayback Machine.], яку успішно закінчила в 1984 році. Вищу освіту здобула, вступивши у тому ж році до Київського державного інституту театрального мистецтва ім. І. К. Карпенка-Карого за спеціальністю — театрознавство (організація, планування та управління театральною справою), кваліфікація — театрознавець (організація, планування та управління театральною справою), який закінчила у 1989 році. Випускниця Кафедри організації театральної справи імені І. Д. Безгіна. [Архівовано 25 грудня 2019 у Wayback Machine.] З 16 листопада 2002 по 15 листопад 2006 року навчалась без відриву від виробництва в аспірантурі Київського національного університету театру, кіно і телебачення імені І. К. Карпенка-Карого за спеціальністю 17.00.02 — театральне мистецтво. Дисертацію на тему «Театрально-глядацькі відносини в сучасній соціокультурній реальності [Архівовано 26 січня 2020 у Wayback Machine.]» захистила 01 грудня 2006 року на засіданні спеціалізованої вченої ради у Київському національному університеті культури і мистецтв за спеціальністю 17.00.01 — «теорія та історія мистецтв». Кандидат мистецтвознавства з 2007 року. 14 квітня 2011 рішенням Атестаційної колегії Міністерства освіти і науки України було присвоєно вчене звання доцента. З 1988 року розпочала свій трудовий стаж у Національному театрі російської драми ім. Лесі Українки, в якому на різних адміністративних посадах прослужила до жовтня 2005 р. З 01.10.2005 р. працювала в Київському національному університеті культури і мистецтв на посадах старшого викладача, доцента, професора, заступника декана факультету. Юдова-Романова К. В. автор низки наукових праць. ORCID: 0000-0003-2665-390X [Архівовано 13 лютого 2020 у Wayback Machine.]
У теперішній час Юдова-Романова К. В. заступник головного редактора наукового журналу «Вісник Київського національного університету культури і мистецтв. Серія: Сценічне мистецтво» [Архівовано 13 лютого 2020 у Wayback Machine.]. Коло наукових інтересів — теорія, історія та сучасні практики театрального мистецтва.

## Монографії та дослідження (вибране)
- Безгін, І. Д., Семашко, О. М. та Юдова-Романова, К. В., 2006. Глядач і театр: соціодинаміка взаємовідносин: соціологічне дослідження. Київ: ВПП Комас, 368 с.
- Романова, Є., 1989.Вистави для всіх: Як відновити пересувні театри. Культура і життя. 12 лют. (№ 7). С.7.
- Юдова-Романова, К. В., 2004. Репертуарна політика драматичних театрів України на сучасному етапі. Вісник ДАКККіМ, 2, с.53–61.
- Юдова-Романова К. В., 2004. Особливості соціологічного дослідження публіки драматичних театрів в Україні. Вісник КНУКіМ. Серія «Мистецтвознавство» [Архівовано 14 лютого 2020 у Wayback Machine.],11, с.157–166.
- Юдова-Романова, К. В., 2004. Анализ организационно-зрительской деятельности некоторых еврейских театров на Украине в первой половине ХХ века. Доля єврейських громад центр. та східної Європи в першій пол. і ХХ століття. Київ: Ін-т юдаїки, с.319–326.
- Юдова-Романова, К. В., 2005. Публіка українського драматичного театру: соціокультурні виміри. Питання культурології [Архівовано 1 лютого 2020 у Wayback Machine.], 21, с.205–211.
- Юдова-Романова, К. В., 2005. Публіка драматичних театрів у системі нової театрально-художньої реальності. Вісник КНУКіМ. Серія «Мистецтвознавство» [Архівовано 14 лютого 2020 у Wayback Machine.], 13, с.154–163.
- Юдова-Романова, К. В. 2006. Пошук джерел незаробленого доходу у сфері культури і мистецтв. Вісник КНУКіМ. Серія «Мистецтвознавство» [Архівовано 14 лютого 2020 у Wayback Machine.],15, с.102–108.
- Юдова-Романова, К. В., 2007. Сучасна Київська театральна соціодинаміка. Вісник КНУКіМ. Серія «Мистецтвознавство» [Архівовано 14 лютого 2020 у Wayback Machine.], 17, с.124–134.
- Юдова-Романова, К. В., 2007. Фандрейзинг як мистецтво залучення коштів. Науковий вісник Київського національного університету театру, кіно і телебачення імені І. К. Карпенка-Карого, 1, с.83–91.[1]
- Юдова-Романова, К. В., 2008. Питання творчо-організаційного розвитку муніципальних театрів Києва. Науковий вісник Київського національного університету театру, кіно і телебачення імені І. К. Карпенка-Карого, 2-3, с.76–90.[2]
- Юдова-Романова, К. В., 2008. Середньовічні страти як масове дійство. Актуальні проблеми історії, теорії та практики художньої культури, 21, с.97–106.[3]
- Юдова-Романова, К. В., 2012. Масові свята в умовах первісного суспільства. Вісник ДАКККіМ, 2, с.152–157.
- Юдова-Романова, К. В., 2012. З історії масових свят стародавнього світу. Вісник КНУКіМ. Серія «Мистецтвознавство» [Архівовано 14 лютого 2020 у Wayback Machine.], 26, с.162–170.
- Юдова-Романова, К., 2013. З історії масових свят стародавнього світу: Давній Єгипет, Шумер, Давній Вавилон, Ассирія. Народознавчі зошити, 5 (113), с.787–794[4]
- Юдова-Романова, К. В., 2014. Диференціація тематичних балів. Вісник КНУКіМ. Серія «Мистецтвознавство» [Архівовано 14 лютого 2020 у Wayback Machine.], 30, с.152–162.[5]
- Юдова-Романова, К. В., 2014. Поліморфність балів. Науковий вісник Київського національного університету театру, кіно і телебачення імені І. К. Карпенка-Карого, 15, с.135–145.[6]
- Юдова-Романова, К. В. та Раденко, Ю. В., 2015. Локації проведення балів. Вісник НАКККіМ, 2, с.120-125.[7] (Web of Science (Emerging Sources Citation Index)).
- Юдова-Романова, К. В., 2015. Ділові ігри як метод інтерактивного навчання в процесі підготовки бакалаврів театрального мистецтва: випуск нової постановки. Науковий вісник Київського національного університету театру, кіно і телебачення імені І. К. Карпенка-Карого, 16, с.198–212.[6]
- Юдова-Романова, К., 2015. Маріупольський драматичний театр. Віхи становлення. Народознавчі зошити, 5 (125), с.1191–1201.[8]
- Юдова-Романова, К., 2016. Аромати у сценічному мистецтві. Народознавчі зошити, 5 (131), 1238—1243.[9]
- Юдова-Романова, К., 2016. Творчо-організаційна діяльність Донецького академічного ордена Пошани обласного російського драматичного театру м. Маріуполь у періоди воєнних дій. Науковий вісник Київського національного університету театру, кіно і телебачення імені І. К. Карпенка-Карого, 18, с.43–50.[10]
- Юдова-Романова, К., 2016. Ольфакторна синестезія в сценічному мистецтві. Науковий вісник Київського національного університету театру, кіно і телебачення імені І. К. Карпенка-Карого, 19, с.29–36.[11]
- Юдова-Романова, К. В., 2017. Технічні засоби оформлення сценічного простору: навч. посіб. Київ: Вид. центр КНУКіМ, 314 с. : іл. [Архівовано 17 вересня 2019 у Wayback Machine.]
- Юдова-Романова, К., Юдов М., 2017. Публічна смертна кара в середньовічній Європі як театралізоване дійство. Народознавчі зошити, 2 (134), с.448–460.[12]
- Юдова-Романова, К., Юдов М., 2017. Театралізація публічної смертної кари епохи Середньовіччя. Науковий вісник Київського національного університету театру, кіно і телебачення імені І. К. Карпенка-Карого, 20, 150—159.[11]
- Юдова-Романова, К., 2017. Пневматичні конструкції та вироби у сценічному мистецтві, шоу-бізнесі та рекламі. Науковий вісник Київського національного університету театру, кіно і телебачення імені І. К. Карпенка-Карого, 21, с.69–79.[11]
- Юдова-Романова, К. В., 2017. Пневматичні засоби конструювання сценічного простору. Вісник Національної академії керівних кадрів культури і мистецтв, 4, с.242–247.[13] (Web of Science (Emerging Sources Citation Index)).
- Юдова-Романова, К. В., 2018. Дизайн сценічного простору вогняними засобами конструювання. Вісник Національної академії керівних кадрів культури і мистецтв, 1, с.228–232.[14] (Web of Science (Emerging Sources Citation Index)).
- Юдова-Романова, К. В., 2018. Вогняні засоби дизайну сценічного простору. Науковий вісник Київського національного університету театру, кіно і телебачення імені І. К. Карпенка-Карого, 22, с.58–64.[11]
- Юдова-Романова, К. В., 2018. Вогняні ефекти як елемент візуального оформлення публічного простору. Народознавчі зошити, 5 (143), с.1320–1325.[4]
- Юдова-Романова, К. В., 2018. Засоби пластичного оформлення сценічного простору: з історії українського театру. Вісник Київського національного університету культури і мистецтв. Серія: Сценічне мистецтво, 2, с.72-92. DOI: https://doi.org/10.31866/2616-759x.2.2018.153228
- Юдов, М. О., Юдова-Романова, К. В. та Полюк, Н. Т., 2018. Значення емоційного слуху й емпатії в мистецтві актора. Вісник Київського національного університету культури і мистецтв. Серія: Сценічне мистецтво, 2, с.125–136. DOI: 10.31866/2616-759x.2.2018.153244[15]
- Юдова-Романова, К. В. Просторово-технічне забезпечення українського театру епохи Середньовіччя. Вісник КНУКіМ. Серія Мистецтвознавство. Вип. 39, 2018. С. 93–105. DOI: https://doi.org/10.31866/2410-1176.39.2018.153666.[16]
- Юдова-Романова, К. та Аленіна, Ю., 2019. Модернізація театрального простору: сучасний вітчизняний мистецтвознавчий контекст. Народознавчі зошити, 1 (145), с.259-265.[17]
- Юдова-Романова, К. В., 2019. Архітектурно-дизайнерські принципи організації протосценічного простору в Україні: історично-мистецтвознавчий аспект проблеми. Науковий вісник Київського національного університету театру, кіно і телебачення імені І. К. Карпенка-Карого, 25, с.46–52.[18]
- Юдова-Романова, К., Стрельчук, В. та Чубукова, Ю., 2019. Режисерські інновації у використанні технічних засобів і технологій у сценічному мистецтві. Вісник Київського національного університету культури і мистецтв. Серія: Сценічне мистецтво, 2(1), с.52–72. DOI: 10.31866/2616-759x.2.1.2019.170749.[19]
- Юдова-Романова, К. В., 2019. Архітектурно-дизайнерські протосценічі форми простору традиційних українських обрядів. Вісник Національної академії керівних кадрів культури і мистецтв, 1, с.421–424. DOI: https://doi.org/10.32461/2226-3209.1.2019.167186.[20]
- Юдова-Романова, Е. В., 2019. Генераторы сценических эффектов как средство презентации образной информации в сценическом пространстве. Пытанні мастацтвазнаўства, этналогіі і фалькларыстыкі, 26, с.163-186[21]
- Юдова-Романова, К., 2019. Генератори сценічних ефектів як постановочний засіб художньо-образної виразності на сцені. Вісник Київського національного університету культури і мистецтв. Серія: Сценічне мистецтво, 2(2), с.179-193. DOI: https://doi.org/10.31866/2616-759x.2.2.2019.186656[22]
- Iudova-Romanova, K., 2019. Animal motifs in scenic design. Вісник КНУКіМ. Серія: Мистецтвознавство, 41, с.88-94. DOI: https://doi.org/10.31866/2410-1176.41.2019.188645.[23]